# Smicridea microsaccata
Smicridea microsaccata là một loài Trichoptera thuộc họ Hydropsychidae. Chúng phân bố ở vùng Tân nhiệt đới.